# مولاداد زهي
مولاداد زهي (بالفارسية: مولاداد زهی) هي قرية تقع في منطقة بولان في إيران. يقدر عدد سكانها بـ 248 نسمة بحسب إحصاء 2016.